# Pierre Antoine de la Corne
Pierre Antoine de la Corne, sieur de la Colombière (1708 - 1780) était un officier de la Nouvelle-France, fils de Jean-Louis de la Corne de Chaptes (né en 1666) et frère de Louis de la Corne (né en 1703) et de Luc de la Corne, sieur de Saint-Luc (né en 1711).

## Biographie
En 1744, il se marie, à Montréal, avec Marguerite Petit-LeVilliers.
En 1745, durant la Troisième Guerre intercoloniale, Pierre Antoine de la Corne et son frère Luc de la Corne, sieur de Saint-Luc, (né en 1711) font partie d'un groupe dirigé par Jacques Le Gardeur, sieur de Saint-Pierre qui a détruit la ville coloniale anglaise de Saratoga.
En février 1747, il participe à la bataille de Grand-Pré, lors d'une expédition faite sur les Anglais dans le pays de l'Acadie, par un détachement de Canadiens.
En 1751 et en 1752 il engage des coureurs des bois (appelés voyageurs) pour les envoyer à Michilimackinac (Michigan) et au poste de traite de la rivière Saint-Joseph.
Pendant sa mission à Détroit, il se fait adopter par les Amérindiens, et reçoit le nom de 8tachecte, c'est-à-dire « le porteur de carquois »
Les Nouvelles en Canada tracent les grandes lignes des événements : « un détachement commandé par Saint-Martin a tué 50 à 60 Anglais et fait 4 prisonniers aux environs du fort George; près du même fort, un parti sous les ordres de La Colombière (Pierre Antoine de la Corne, sieur de la Colombière) a tué 20 à 25 hommes et fait 5 prisonniers ».
Il commanda ce détachement en tant que capitaine de soixante et onze Français et Canadiens et de cinquante-six Sauvages, afin de frapper un coup à ce fort situé au fond du lac Saint-Sacrement: « faire des prisonniers, dont on tirerait des nouvelles, et d'inquiéter l'ennemi pour l'empêcher de porter son attention vers Chouaguen, dont Montcalm s'en allait faire le siège. » 
Il meurt à Beaulieu-les-Loches le 23 juillet 1780.

## Honneurs
Le 8 novembre 1756, Vaudreuil écrit au ministre pour qu'on lui attribue la Croix de Saint-Louis.
Il est nommé chevalier en 1757.